# La Tranchée des espoirs

La Tranchée des espoirs est un téléfilm français réalisé par Jean-Louis Lorenzi et diffusé pour la première fois le 10 novembre 2003 sur France 2.

## Synopsis
Pendant la première guerre mondiale, des soldats français et allemands, n'ayant plus contact avec leurs état-majors respectifs, fraternisent au front.

## Fiche technique
- Scénario : Thierry Bourcy et Jean-Louis Lorenzi
- Pays :  France
- Production : Jean-Luc Michaux et Annick Ouvrard
- Musique : Marc Marder
- Durée : 110 minutes

## Distribution
- Jean-Yves Berteloot : Pierre Delpeuch
- Cristiana Réali : Sylvaine Morillon
- Bruno Putzulu : Lieutenant Saint-Jean
- Julien Baumgartner : Auxence Memling
- Luc-Antoine Diquéro : Gustave Hornoy
- Jean-Jérôme Esposito : Zéphyrin « Zeph » Biron
- Bruno Lochet : Ludwig Boehm
- Christian Vadim : Ernst Wegel

## Autour du téléfilm
Ce téléfilm est considéré comme une suite TV de L'Orange de Noël (1996) du même réalisateur.

## Accueil critique
La presse loue ce film qui humanise la vie des soldats combattants dans les tranchés,.

## Suite
Le téléfilm Bal des célibataires, toujours de Jean-Louis Lorenzi sorti en 2005 peut apparaître comme la suite de la La Tranchée des espoirs, Cristiana Réali reprenant le même rôle.